# 赊店镇
赊店镇，最早名叫兴隆店，唐代又称许封镇，后名赊旗店，是中国河南省南阳市社旗县下辖的一个镇。是中州四大名镇和中国历史文化名镇。

## 名称
赊店镇有着悠久而特殊的历史，地势重要，水陆交通极为发达。相传东汉建立之前，刘秀在这里赊账并借店家印有“刘记”字样的店旗起义。刘秀称帝后，想起了店旗，于是便将当时他赊账的兴隆店改名为赊旗店，简称赊店，小镇也改称赊旗，之后慢慢被谐音“社”取代。
1965年，中国总理周恩来将赊旗店中的赊旗两字改为社旗，意为社会主义旗帜，作为县名使用。

## 历史

### 古代史
- 赊店镇古代商业兴旺，唐僖宗时期是繁华集镇。
- 南宋末年，遭到元兵入侵，成为一片焦土。
- 元朝在此设『三旗屯』，当时人烟稀少。
- 明朝，有山西移民到此定居，人口渐多，商业日渐繁荣。
- 清朝康熙年间,由于水运便利，这里已经形成占地四里多的水旱码头。康熙47年(1708年) ，裕州（今方城县）知州董学礼改“兴隆店”为“兴隆集”。

### 近代史
- 民国时期及后抗战时期，战争等因素造成了赊店古镇商业的凋敝。
- 1949年成立南阳县赊店镇人民政府；
- 1965年建立社旗县人民政府，驻社旗镇；
- 1975年更名为城关镇；
- 1981年经河南省人民政府批准，复名社旗镇；
- 1989年被河南省政府定为历史文化名镇；
- 2004年经河南省人民政府批准复名为赊店镇。
- 2012年城郊乡撤销，原属于城郊乡的彭岗村、李林庄村划归赊店镇。[2]

## 行政区划
截至2016年，赊店镇下辖以下地区：
东裕社区、牌坊社区、老街社区、兴隆社区、永安社区、福寿社区、尚营社区、泰山社区、周庄村、彰新寨村、彭岗村和李林庄村。

## 自然地理
赊店镇位于潘河，赵河交汇处，三面环水。地处北亚热带向暖温带过渡地区，属北亚热带季风型大陆气候，四季分明，气候温和。年日照总时数平均为2187.8小时，年平均气温15.2℃。

## 旅游名胜
- 赊店火神庙：有殿堂楼阁81间，占地面积2890平方米。始建于1725年，1928年冯玉祥在河南执政时，曾通令各县兴办国民学校，这里后来变成了学堂。
- 社旗山陕会馆：占地面积10885.29平方米，建筑面积6235.196平方米。是清代在该镇经商的山西、陕西商贾出资兴建的建筑，1988年列为全国重点文物保护单位。

## 特产
赊店老酒：中国地理标志产品。